# Зелена веверица
Зелена веверица (лат. Paraxerus poensis) је сисар из реда глодара и породице веверица (Sciuridae). 

## Распрострањење
Врста има станиште у Габону, Гани, ДР Конгу, Екваторијалној Гвинеји, Камеруну, Либерији, Нигерији, Обали Слоноваче, Републици Конго и Сијера Леонеу.

## Станиште
Зелена веверица има станиште на копну.
Врста је по висини распрострањена до 1.600 метара надморске висине. 

## Угроженост
Ова врста није угрожена, и наведена је као последња брига јер има широко распрострањење.

## Популациони тренд
Популациони тренд је за ову врсту непознат.